# Иван Асень II
Иван Асень II (или Иван II Асень, Асень II) — болгарский царь. Во времена Ивана Асеня II Второе Болгарское царство достигло своего апогея. В годы его правления Балканский полуостров контролировался практически полностью Иваном Асенем II, он именовал себя «царём болгар, власов и ромеев (византийцев)». По значимости правления Ивана Асеня II сравнивают только с Симеоном Великим. Сын Ивана Асеня I, сам Иван Асень II именовал себя и представлялся как Иван Асень, сын старого Асеня.

## Вступление на престол
После вступления на престол царя Борила, затеявшего гонения на возможных претендентов на престол из Асеней, ему пришлось спасаться бегством. Он убежал сначала к половцам, а потом в Галицко-Волынское княжество. В 1217 году с отрядом русских наёмников возвращается в Болгарию, осаждает Борила в Тырново на 7 месяцев, и после падения столицы захватывает власть в стране. В 1218 году провозглашён царём болгарским.

## Знаменитые сражения

### Битва при Клокотнице в 1230 году
В 1230 году Фессалоникский император Феодор Комнин Дука внезапно повернул войска и напал на Болгарское царство. Фессалоникская империя являлась одним из государств, стремящихся восстановить Византийскую империю, которая прекратила своё существование после взятия Константинополя (1204 год) крестоносцами из IV Крестового похода. На месте Византийской империи возникла Латинская империя.

Болгарское царство во времена Ивана Асеня II

Своим нападением Феодор Комнин грубо нарушал мирный договор, заключённый между двумя государствами. Узнав о вторжении, Иван Асень II быстро собрал небольшое войско и двинулся к неприятелю. Историки называют войско небольшим и строят разные предположения, также ссылаясь на быстроту и небольшой отрезок времени, за которое оно было собрано. Один из источников говорит что в войске том нельзя было сосчитать тысяч. Крайне быстрым маршем Иван Асень II достиг позиции Феодора Комнина. По разным источникам расстояние от столицы Тырново до указанного места войско прошло в 3 раза быстрее обычного.

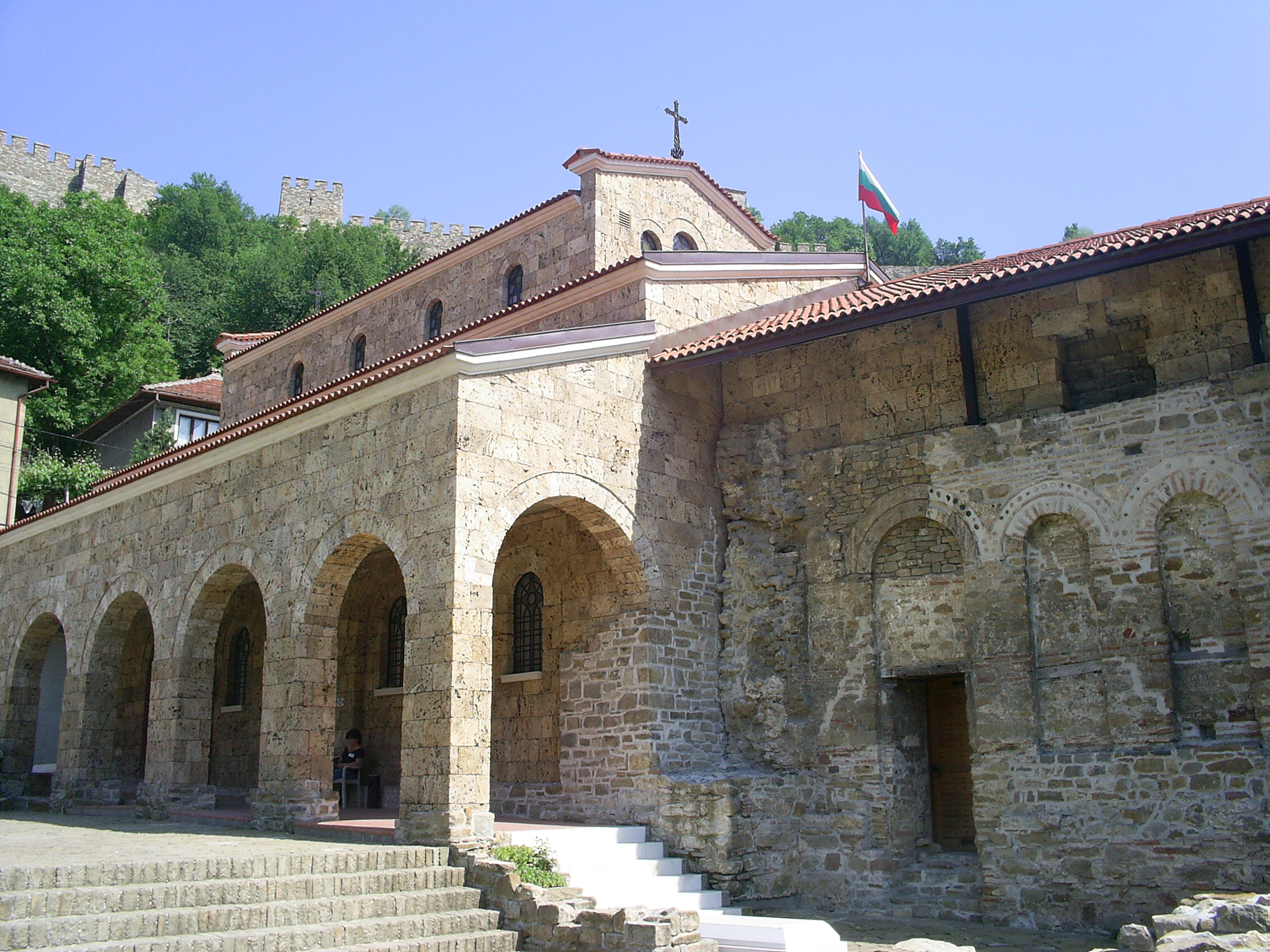
Церковь Сорока Севастийских мучеников, построенная (или обновлённая и освящённая в их честь) в городе Велико Тырново, столице Болгарского Царства во времена Ивана Асеня II

В качестве знамени по приказу Ивана II Асеня было использовано копьё, на котором был повешен мирный договор, подписанный с Эпирским деспотством. 9 марта 1230 года по старому стилю (тогда использовался в мире юлианский календарь), заняв выгодные позиции Иван Асень II напал и нанёс удивительное поражение эпирскому войску. В качестве пленных был захвачен император Феодор Комнин и вся его семья, а также почти всё эпирское войско.
Иван Асень II отнёс свою победу заступничеству Сорока Севастийских мучеников, память которых совершается 9 марта. В качестве благодарности царь построил или обновил бывшую на этом месте церковь (остаётся не до конца выясненным) в честь Сорока мучеников и оставил знаменательную надпись на колонне Собора в память о славной победе:
В лето 6738-е (1230 год), индикт третий, я, Иван Асень, во Христе Боге верный царь и самодержец болгар, сын старого Асеня, от основ воздвиг и до верха росписью украсил эту церковь во имя святых Сорока мучеников, помощью которых в двенадцатое лето моего царствования, когда расписывался этот храм, я двинулся на войну в Романию и разбил греческое войско. Самого же царя, кира Феодора Комнина, пленил со всеми его болярами и занял Греческие земли от Одрина до Драча, а также земли Арбанасские и Сербские. Франки владели только городами вокруг Царьграда и этим городом тоже, но и они повиновались деснице моего царства, ибо не было у них иного царя, помимо меня, и благодаря мне влачили они дни свои, так как Бог заповедал, потому, что без Него ни дело, ни слово не совершается. Ему слава вовеки, Аминь.

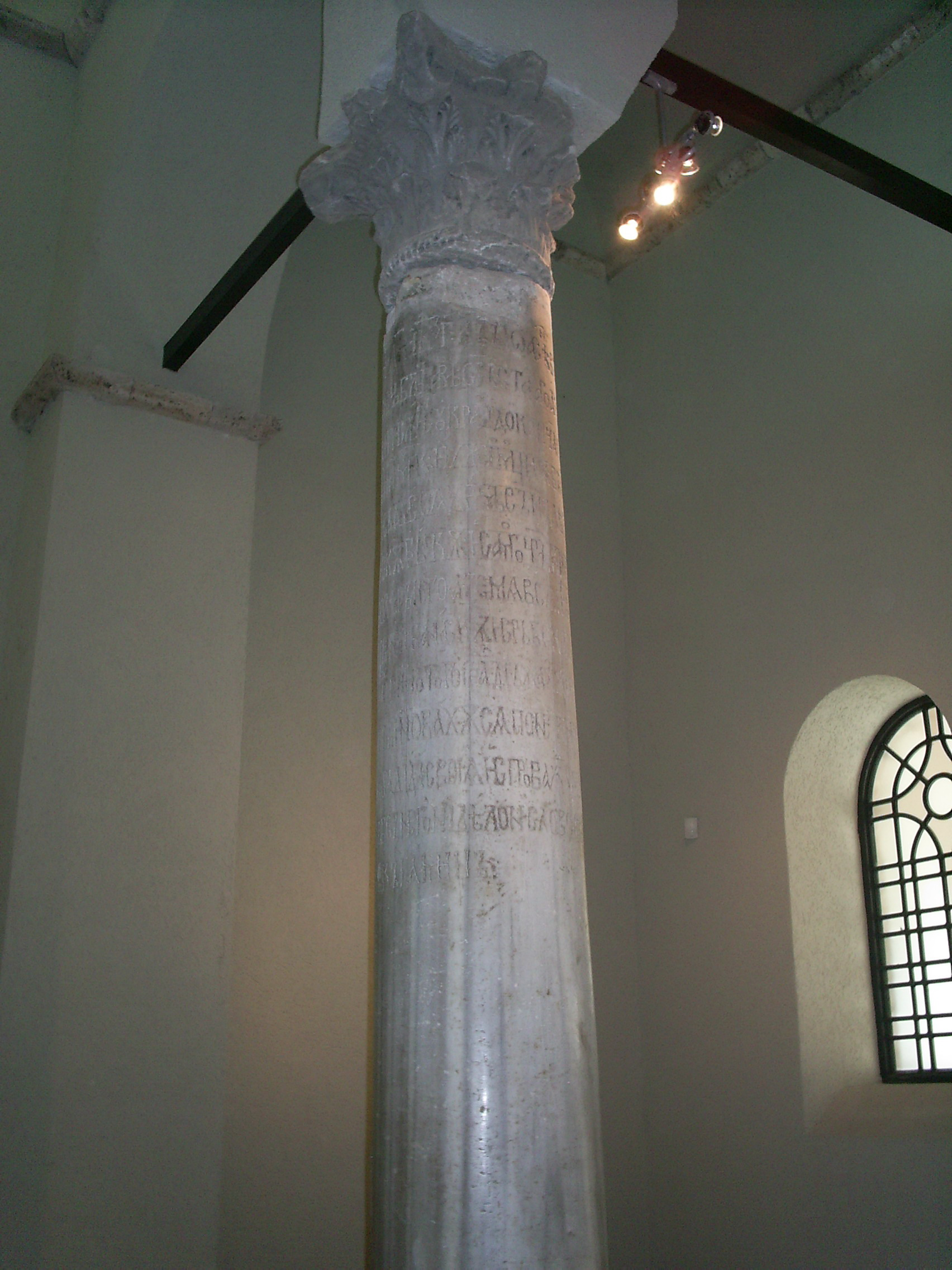
Колонна, поставленная в Церкви Сорока Севастийских мучеников г. Велико Тырново в память знаменательной победы Ивана Асеня II

Церковь знаменательна также тем, что в ней похоронены сам царь Иван Асень II, царь Калоян (торжественно перезахоронен 19 апреля 2007 года в присутствии президента Болгарии Георгия Пырванова), цариц Анны Марии и Ирины. В этом храме 22 сентября 1908 года болгарский князь Фердинанд торжественно объявляет о Независимости Болгарии.
Болгарский царь отнёсся человеколюбиво и подарил жизнь эпирскому правителю и всей его семье (Феодор все же был ослеплен за попытку к бунту — Никифор Григорас: «это наказание было вполне заслуженным…»). Но на этом его милосердие не закончилось. Он велел отпустить всех воинов неприятеля домой, не затеяв справедливой мести, что было крайне необычным в те времена. Это его решение имело огромное политическое значение. Эпирские воины, возвращаясь домой, разнесли везде по своему пути его славу, как человеколюбивого, миролюбивого и милосердного царя.
Иван Асень II повёл свою армию на территорию неприятеля и постепенно овладел ею бескровно, так как везде, где он подступал, люди и города встречали его радостно и соглашались быть подвластными ему. Так в последующих годах практически без боёв царь Иван Асень II завоевал большую часть современной Греции и почти всю Албанию.

### Битвы с монголами

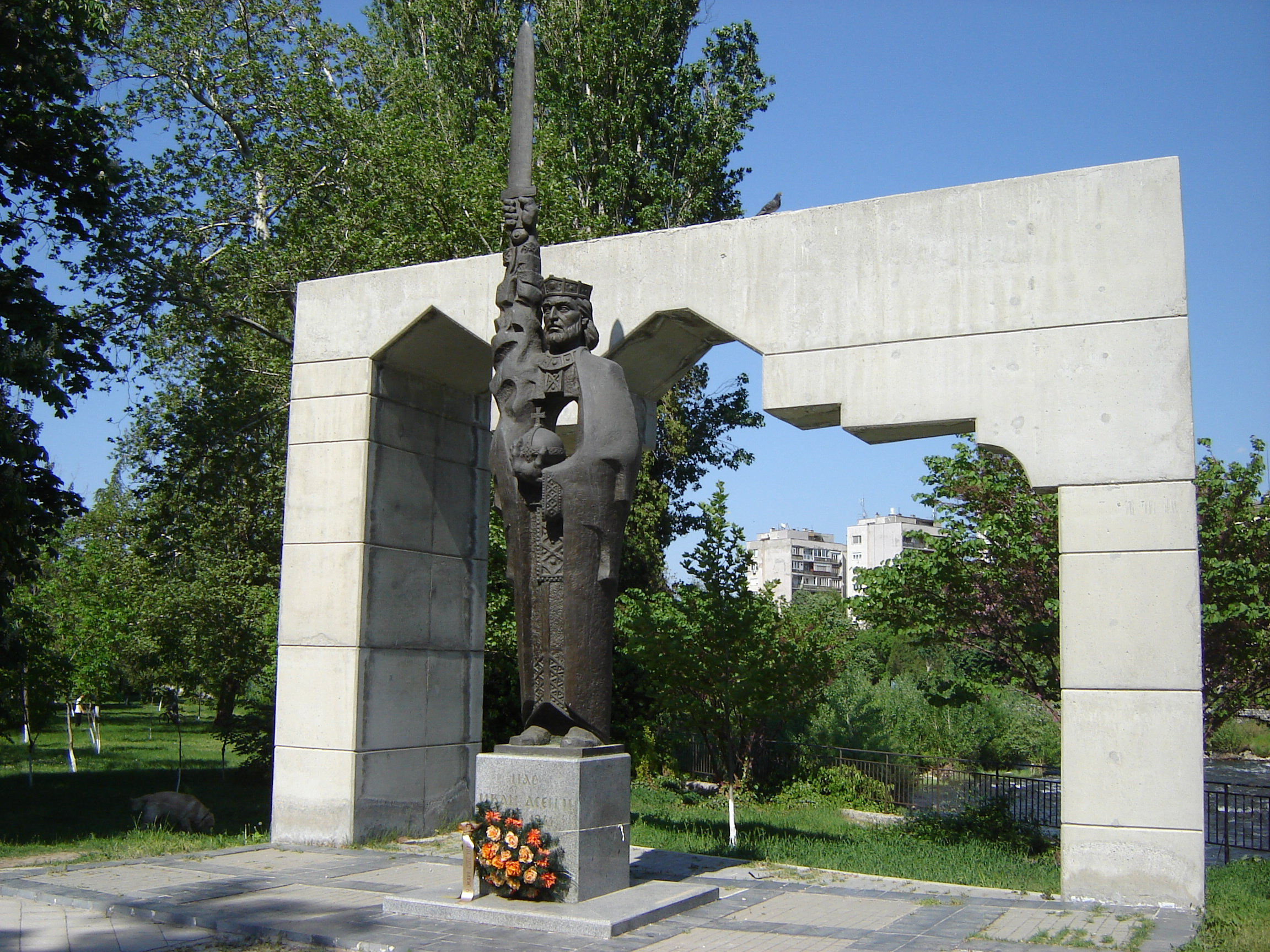
Памятник Ивану Асеню II в Асеновграде (Болгария)

На закате жизни в 1241 году разбил монгольские войска хана Батыя, что увеличило его славу. Услышав, что умер хан Угэдей, монголы начали покидать Европу. Часть войск Батыя решила пройти через Болгарию, но была разбита войсками Ивана II Асеня. В те годы постоянно усиливающаяся Золотая орда сеяла ужас на всю Европу и Азию, и слух о том, что болгарский царь совсем разбил страшных монголов, имело большой позитивный отклик современников.
Однако новое монгольское вторжение в 1242 году вынудило болгар признать себя данниками монголов. К этому времени Иван Асень II был уже мертв — он умер 24 июня 1241 года.

## Семья
Иван Асень II был женат трижды. Его первую жену звали Анной, и она упоминается в Синодике Болгарской Церкви. Брак с нею был объявлен недействительным, а дети — незаконными. Анна была матерью двух его старших дочерей:
1. Марии, выданной за Мануила Комнина Дуку.
2. Белославы, выданной за Стефана Владислава I.

Его вторая жена — Анна Мария Венгерская, дочь короля Андраша II. Она умерла в 1237 году. В браке она родила царю нескольких детей, в том числе:
1. Елену, выданную за Феодора II Ласкариса, императора Никеи.
2. Тамару, по некоторым данным, помолвленную в будущем с императором Михаилом VIII Палеологом.
3. Коломана Асеня I, сменившего его на престоле.
4. Петра (ум. в 1237).

От своей третьей жены, Ирины Комниной, дочери Феодора Комнина Дуки, он имел троих детей:
1. Анну-Феодору, выданную за севастократора Петра в 1253 году.
2. Марию, выданную за Мицо Асеня, царя Болгарии в 1256—1257 годах.
3. Михаила Асеня I, царя Болгарии в 1246—1256 годах.